# 16-й егерский полк
16-й егерский полк

## Места дислокации
В 1820 году — Золотоноша. 

## Формирование полка
Сформирован 17 мая 1797 года как 17-й егерский полк, с 1798 по 1801 год именовался по шефу, 29 марта 1801 года назван 16-м егерским и в 1819 года назван 43-м егерским, однако в 1825 году прежнее именование 16-м егерским было возвращено. По упразднении егерских полков 28 января 1833 года все три батальона были присоединены к Кременчугскому пехотному полку. В 1863 году вторая половина Кременчугского полка пошла на формирование Малоярославского пехотного полка, в котором было сохранено старшинство 15-го егерского полка.
Г. С. Габаев и Клизовский приводят другую (неофициальную) версию расформирования и последующей преемственности полка: в 1825 году название полка изменено не было и, именуясь 43-м егерским, полк был в 1834 году упразднён и его батальоны были присоединены к Апшеронскому и Куринскому полкам.

## Кампании полка
Полк находился в составе 19-й пехотной дивизии и принимал участие войнах с персами в 1804—1813 и 1826—1829 годов и с турками 1806—1812 и 1828—1829 годов, также полк нёс кордонную службу на Кавказе и неоднократно имел боевые столкновения с горцами.
Знаков отличия 16-й егерский полк не имел.

## Форма
Другой — 16-й Егерский полк («зелёные егеря») генерал-майора Петра Гавриловича Лихачёва прибыл на Верхнюю Кубань. Этот полк был знаменит тем, что первым среди «кавказских частей» отступил от форменной одежды. Вместо киверов, узких мундиров, низких сапог, тяжёлых ранцев и неудобных патронных сум были введены черкесские папахи, просторные зелёные куртки, широкие зелёные шаровары, высокие сапоги, холщовые мешки через плечо, на поясе — патронташи...— Потто В. А. Кавказская война. – Т. 1. – Ставрополь, 1994. — С. 614

## Шефы полка
- 17.01.1799 — 13.01.1808 — генерал-майор Лихачёв, Пётр Гаврилович 1-й
- 20.01.1808 — 05.02.1813 — генерал-майор Верёвкин, Михаил Михайлович
- 05.02.1813 — 22.06.1815 — полковник Курнатовский, Иван Данилович

## Командиры полка
- 22.05.1797 — 17.01.1799 — подполковник (с 14.11.1797 полковник, с 31.10.1798 генерал-майор) Лихачёв, Пётр Гаврилович
- 30.04.1799 — 13.04.1800 — полковник князь Орбелиани, Дмитрий Захарович
- 24.06.1800 — 10.08.1800 — полковник Штедер, Иван Иванович
- 08.10.1800 — 20.04.1803 — подполковник Асеев, Афанасий Фёдорович
- 20.04.1803 — 06.10.1804 — полковник Готшалк
- 26.12.1807 — 05.02.1813 — полковник Курнатовский, Иван Данилович
- 01.10.1813 — 22.06.1815 — подполковник Рыговачев, Василий Кондратьевич
- 22.06.1815 — 28.12.1816 — полковник Курнатовский, Иван Данилович
- 28.12.1816 — 04.11.1819 — полковник Греков 3-й
- 04.11.1819 — 25.01.1821 — полковник Байков 2-й
- 25.01.1821 — 12.10.1821 — подполковник Васильев
- 12.10.1821 — 24.10.1824 — подполковник (с 26.11.1823 полковник) Коновальский
- 24.10.1824 — 25.06.1827 — полковник Габбе, Михаил Андреевич 2-й

См. также: 43-й егерский полк.

## Известные люди, служившие в полку
- Козловский, Викентий Михайлович — генерал от инфантерии, командующий войсками на Кавказской и Черноморской линиях
- Далин, Михаил Петрович — генерал-лейтенант, участник Кавказской войны